# Медајна (Тексас)
Медајна (енгл. Medina) насељено је место без административног статуса у америчкој савезној држави Тексас.

## Демографија
По попису из 2010. године број становника је 3.935, што је 975 (32,9%) становника више него 2000. године.
| Група             | 2000.         | 2010.         |
| Белци             | 183 (6,2%)    | 78 (2,0%)     |
| Афроамериканци    | 9 (0,3%)      | 8 (0,2%)      |
| Азијати           | 6 (0,2%)      | 0 (0,0%)      |
| Хиспаноамериканци | 2.768 (93,5%) | 3.844 (97,7%) |
| Укупно            | 2.960         | 3.935         |